# Campionato mondiale di football americano Under-19 2018
Il campionato mondiale di football americano Under-19 2018 (in lingua inglese 2018 IFAF Junior World Cup), noto anche come Messico 2018 in quanto disputato in tale Stato, è stato la terza edizione del campionato mondiale di football americano per squadre nazionali Under-19 maschili organizzato dalla IFAF.
Ha avuto inizio il 10 luglio e si è concluso il 22 luglio 2018 a Città del Messico.

## Stadi
Distribuzione degli stadi del campionato mondiale di football americano Under-19 2018
| Città del Messico             | Stadio Olimpico Universitario (Città del Messico) Stadio Roberto Tapatio Mendez (Città del Messico) | Città del Messico             |
| Stadio Olimpico Universitario | Stadio Olimpico Universitario (Città del Messico) Stadio Roberto Tapatio Mendez (Città del Messico) | Stadio Roberto Tapatio Mendez |
| 19°19′54.94″N 99°11′31.58″W   | Stadio Olimpico Universitario (Città del Messico) Stadio Roberto Tapatio Mendez (Città del Messico) | 19°19′35.6″N 99°11′12.5″W     |
| Capacità: 72 000              | Stadio Olimpico Universitario (Città del Messico) Stadio Roberto Tapatio Mendez (Città del Messico) | Capacità:                     |
| Altitudine:                   | Stadio Olimpico Universitario (Città del Messico) Stadio Roberto Tapatio Mendez (Città del Messico) | Altitudine:                   |
|                               | Stadio Olimpico Universitario (Città del Messico) Stadio Roberto Tapatio Mendez (Città del Messico) |                               |

## Squadre partecipanti
| Pr. | Squadra     | Data di qualificazione | Qualificata in quanto            |
| --- | ----------- | ---------------------- | -------------------------------- |
| 1   | Canada      |                        | Campione in carica               |
| 2   | Stati Uniti |                        | Invitata                         |
| 3   | Messico     |                        | Organizzatore                    |
| 4   | Giappone    |                        | Invitata                         |
| 5   | Svezia      | 14 luglio 2017         | 1ª classificata all'Europeo 2017 |
| 6   | Australia   |                        |                                  |

## Prima fase

### Primo turno
| Città del Messico 14 luglio 2018, ore 10:00 UTC-5 | Stati Uniti | 38 – 0 referto | Australia |  |

| Città del Messico 14 luglio 2018, ore 12:30 UTC-5 | Messico | 31 – 14 referto | Giappone |  |

| Città del Messico 14 luglio 2018, ore 15:00 UTC-5 | Canada | 49 – 6 referto | Svezia |  |

### Secondo turno
| Città del Messico 18 luglio 2018, ore 10:00 UTC-5 | Svezia | 19 – 6 referto | Australia |  |

| Città del Messico 18 luglio 2018, ore 12:30 UTC-5 | Canada | 28 – 22 referto | Giappone |  |

| Città del Messico 18 luglio 2018, ore 17:30 UTC-5 | Messico | 33 – 6 referto | Stati Uniti | (15000 spett.) |

## Finali

### Finale 5º-6º posto
| Città del Messico 22 luglio 2018, ore 10:00 UTC-5 | Giappone | 51 – 14 referto | Australia |  |

### Finale 3º-4º posto
| Città del Messico 22 luglio 2018, ore 12:30 UTC-5 | Stati Uniti | 61 – 9 referto | Svezia |  |

### Finale
| Città del Messico 22 luglio 2018, ore 15:00 UTC-5 | Canada | 13 – 7 referto | Messico |  |

## Classifica finale
| Pos | Squadra     | G | V | P | PF  | PS  | DP  |
| --- | ----------- | - | - | - | --- | --- | --- |
| 1   | Canada      | 3 | 3 | 0 | 90  | 35  | +55 |
| 2   | Messico     | 3 | 2 | 1 | 71  | 33  | +38 |
| 3   | Stati Uniti | 3 | 2 | 1 | 105 | 42  | +63 |
| 4   | Svezia      | 3 | 1 | 2 | 34  | 116 | -82 |
| 5   | Giappone    | 3 | 1 | 2 | 87  | 73  | +14 |
| 6   | Australia   | 3 | 0 | 3 | 20  | 108 | -88 |

## Verdetti
| Campione del Mondo Under-19 2018 Canada (3º titolo) |